# Another Page
Another Page ist das zweite Album von Christopher Cross, das im Januar 1983 erschien und bedingt den Höhenflug von Cross Karriere fortsetzen konnte.

## Geschichte
Nach der Veröffentlichung seines Debütalbums 1979 verbuchte Christopher Cross vier Top-40-Hits in den USA, darunter auch die Singleauskoppelung Sailing. Cross gewann mit dem Debüt bei den Grammy Awards 1981 in vier Kategorien: Album des Jahres (Album Of The Year), Single des Jahres (Record Of The Year), Song des Jahres (Song Of The Year) und Bester neuer Künstler (Best New Artist).
Für das zweite Album ließ Cross sich drei Jahre Zeit und konnte für die Aufnahmen zahlreiche prominente Gastmusiker verpflichten. Trotz der langen Zeitspanne klingt das Album weitestgehend wie der erfolgreiche Vorgänger. Für William Ruhlmann von Allmusic ist das wenig überraschend; er unterstellt Cross fehlendes Herzblut bei der Produktion („No one would confuse the result with anything truly heartfelt“). Cross versah das Album meist mit sanften Popklängen.

## Titelliste
1. No Time for Talk – 4:22
2. Baby Says No – 6:04
3. What Am I Supposed to Believe – 4:22
4. Deal ’Em Again – 3:10
5. Think of Laura – 3:22
6. All Right – 4:18
7. Talking in My Sleep – 3:34
8. Nature of the Game – 3:55
9. Long World – 3:32
10. Words of Wisdom – 5:52

Alle Songs wurden von Christopher Cross geschrieben, außer Deal 'Em Again, dass er mit Michael Maben schrieb.

## Besetzung

### Musiker
- Gesang: Christopher Cross, Karla Bonoff, Don Henley, Art Garfunkel, Michael McDonald, J. D. Souther, Carl Wilson, Michael Omartian
- Hintergrundgesang: Don Henley
- Synthesizer: Assa Drori, Rob Meurer, Michael Omartian
- Keyboards: Rob Meurer
- Gitarre: Christopher Cross, Steve Lukather, Jay Graydon
- Bass: Abe Laboriel, Mike Porcaro, Andy Salmon
- Schlagzeug: Steve Gadd, Jeff Porcaro, Tommy Taylor
- Percussion: Paulinho da Costa, Lenny Castro, Rob Meurer, Michael Omartian
- Saxophon: Tom Scott, Ernie Watts

### Produktion
- Produzent: Michael Omartian
- Toningenieur: Chet Himes
- Arrangeure: Rob Meurer, Michael Omartian

## Rezeption
William Ruhlmann von Allmusic reüssiert in seiner Kritik des Albums auf Cross’ Konzentration für glatte Poparrangements („smooth pop arrangements“) und seinen unschuldigen und an Brian Wilson erinnernden Tenor („innocent, Brian Wilson-like tenor“).

## Kommerzieller Erfolg

### Chartplatzierungen

#### Album
| ChartsChartplatzierungen       | Höchstplatzierung | Wochen |
| ------------------------------ | ----------------- | ------ |
| Deutschland (GfK)              | 2 (23 Wo.)        | 23     |
| Österreich (Ö3)                | 18 (2 Wo.)        | 2      |
| Vereinigte Staaten (Billboard) | 11 (31 Wo.)       | 31     |
| Vereinigtes Königreich (OCC)   | 4 (16 Wo.)        | 16     |

| ChartsJahrescharts (1983) | Platzierung |
| ------------------------- | ----------- |
| Deutschland (GfK)         | 33          |

#### Singles
Das Lied Think of Laura erreichte aufgrund seiner Verwendung in der US-Fernsehserie General Hospital die Top Ten der Billboard Hot 100.
| Jahr | Titel            | Höchstplatzierung, Gesamtwochen, AuszeichnungChartplatzierungen (Jahr, Titel, , Platzierungen, Wochen, Auszeichnungen, Anmerkungen) | Höchstplatzierung, Gesamtwochen, AuszeichnungChartplatzierungen (Jahr, Titel, , Platzierungen, Wochen, Auszeichnungen, Anmerkungen) | Höchstplatzierung, Gesamtwochen, AuszeichnungChartplatzierungen (Jahr, Titel, , Platzierungen, Wochen, Auszeichnungen, Anmerkungen) | Höchstplatzierung, Gesamtwochen, AuszeichnungChartplatzierungen (Jahr, Titel, , Platzierungen, Wochen, Auszeichnungen, Anmerkungen) | Anmerkungen                           |
| Jahr | Titel            | DE | CH | UK | US | Anmerkungen                           |
| ---- | ---------------- | --- | --- | --- | --- | ------------------------------------- |
| 1983 | All Right        | DE23 (13 Wo.)DE | CH5 (7 Wo.)CH | UK51 (5 Wo.)UK | US12 (16 Wo.)US | Erstveröffentlichung: 21. Januar 1983 |
| 1983 | No Time for Talk | — | — | — | US33 (10 Wo.)US | Erstveröffentlichung: April 1983      |
| 1983 | Think of Laura   | — | — | — | US9 (17 Wo.)US | Erstveröffentlichung: November 1983   |

### Auszeichnungen für Musikverkäufe
Das Album wurde in den Vereinigten Staaten und Großbritannien mit je einer Goldenen Schallplatte ausgezeichnet.
| Land/Region                  | Auszeichnungen für Musikverkäufe (Land/Region, Auszeichnung, Verkäufe) | Verkäufe |
| ---------------------------- | ---------------------------------------------------------------------- | -------- |
| Deutschland (BVMI)           | Gold                                                                   | 250.000  |
| Frankreich (SNEP)            | Gold                                                                   | 100.000  |
| Vereinigte Staaten (RIAA)    | Gold                                                                   | 500.000  |
| Vereinigtes Königreich (BPI) | Gold                                                                   | 100.000  |
| Insgesamt                    | 4× Gold ·                                                              | 950.000  |